# Tratzberg kastély
A Tratzberg kastély (németül Schloss Tratztberg) az Inn folyó völgyében, Ausztriában, Tirolban, Jenbach városában épült fel. Európa legszebb késő gótikus várkastélyainak egyike.

## Története
Az első írásos emlék a kastélyról a 13. századból származik. Abban az időben végvárként, a bajorok elleni védekezés egyik erődítményeként szolgált, majd később I. Miksa német-római császár vadászkastélyaként említik. A 15. század második felében teljesen leégett. I. Miksa nem építtette újjá, hanem elcserélte a romokat a Taenzel család kastélyáért. A Taenzel család gazdag ezüstbánya tulajdonos família volt, ők építették az első késő gótikus részét a kastélynak 1500-ban. Ekkor az épület gyönyörű  - márványból, fából és vasból készült - művészi díszítést kapott.
1554-ben George Ilsung, egy gazdag augsburgi kereskedő tett szert a kastélyra. Megnövelte és a reneszánsz kornak megfelelően átépíttette. Ennek ékes bizonyítéka még ma is látható: a pompásan díszített udvar és gyönyörű szalon is erről árulkodik. 1590-ben a Fugger család, a jól ismert, vagyonos, nagy politikai befolyással is bíró  kereskedő família birtokába került az épület, akik tovább bővítették. A bútorzat nagy része ebből az időből származik. 1657-ig birtokolta a Fugger família, majd néhány tulajdonos váltás után Tratzberg mintegy 150 évre elnéptelenedett.
Amikor Franz Enzenberg gróf feleségül vette Ottilie Tannenberg grófnőt 1847-ben, az addig mellőzött kastély az Enzenberg család tulajdonába került és máig ez a família birtokolja. Erőfeszítéseiknek köszönhetően a 6800 négyzetméteres várkastély ismét egy csodaszép tiroli ékszerdobozzá vált.

## A jelenlegi tulajdonos
Az Osztrák-Magyar Monarchia két nemesi családjának vérvonala találkozott a mai tulajdonos, Ulrich Goess-Enzenberg személyében.
A Goess grófok Portugáliából származnak és mindig jelentős politikai befolyással bírtak a császári érában. Egyik legkiemelkedőbb személyisége a vérvonalnak Johann Goess gróf volt, I. Lipót (1658 – 1705 között) közeli tanácsadója, aki részt vett a konstantinápolyi béketárgyalásokban. Amikor a gróf megkapta a bíborosi címet, a császár a Vatikánba küldte, hogy a pápaválasztásokon gyakorolhassa vétó jogait. Később három további Goess grófból vált Karintia tartományi kormányzója.
Az Enzenberg grófi család a katonai sikerei miatt vonult az osztrák történelembe. Egyikük, Franz Enzenberg gróf Mária Terézia keresztgyermeke és közeli bizalmasa a napóleoni csapatok pusztításai elől védte meg Karintia tartományát. 1797-ben Bonaparte Napóleonnal személyesen folytatott tárgyalásokat.
A mai tulajdonos Ulrich Goess-Enzenberg  - aki (Habsburg) Mária Terézia magyar királynő és I. (Lotaringiai) Ferenc német-római császár leszármazottja (nagymamája Marie Meran grófnő) - üzleti tanulmányokat folytatott. A kastélyt tiroli örökségként kapta nagybátyjától, gróf Georg Enzenbergtől és Esterházy Erzsébet hercegnőtől, ötödik generációs leszármazottként. Feleségével, Katrin Ulrich-hal együtt álmodták újra a kastélyt és nyitották meg a látogatók előtt, üzleti befektetésként. Mindketten a kastélyban élnek.

## Idegenforgalom
A kastélyban nyolc nyelven, köztük magyarul is tartanak idegenvezetést (német, angol, olasz, francia, holland, spanyol, japán és magyar nyelven). A turistákat a Tratzberg express kisvonat viszi fel a parkolóból az épületig. A kastélytúrán képzett idegenvezető vezeti körbe a látogatókat és az érdeklődők szintén ezeken a nyelveken izgalmas audio-vezetés és hangjáték keretében ismerkedhetnek meg a kastély és a tulajdonosai történetével. Korhű ruhába öltözött személyzettel találkozhatunk a váskastélyban; I. Miksa császár, a híres Fuggerek és más történelmi személyiségek mesélnek és vezetik végig a látogatókat az egykori lakóhelyük csodás termein.
Gyermekeknek négy nyelven (német, angol, holland, olasz) tartanak meseszerű audio guide vezetést, közben pedig bujócskázhatnak Tatzi-val, a kis házi szellemmel. Felnőttek részt vehetnek az éjszakai idegenvezetésen is: A fáklyákkal megvilágított reneszánsz udvaron korabeli viseletbe öltözött várkisasszonyok és nemes apródok fogadják a vendégeket, mesélnek a kastély történetéről, majd lovagi lakomával zárják a túrát.
A Habsburg szalonban, az árkádok alatt, a reneszánsz udvarban, az Ilsung hallban és az "Ördög Kamrájában" rendszeresen tartanak rendezvényeket, esküvőket, koncerteket, valamint a várkápolna is látogatható, esküvői szertartások tarthatók benne.

## Források

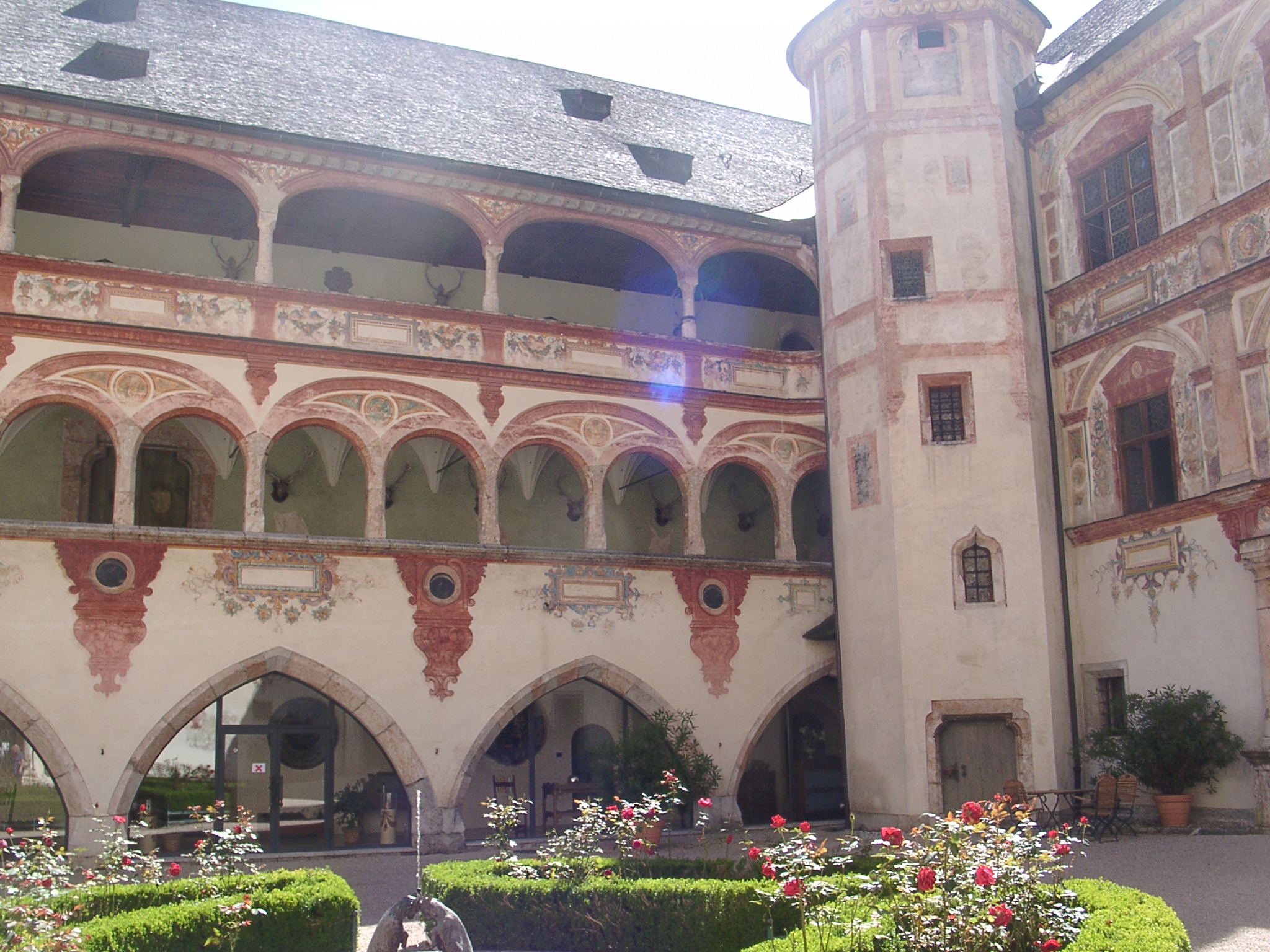
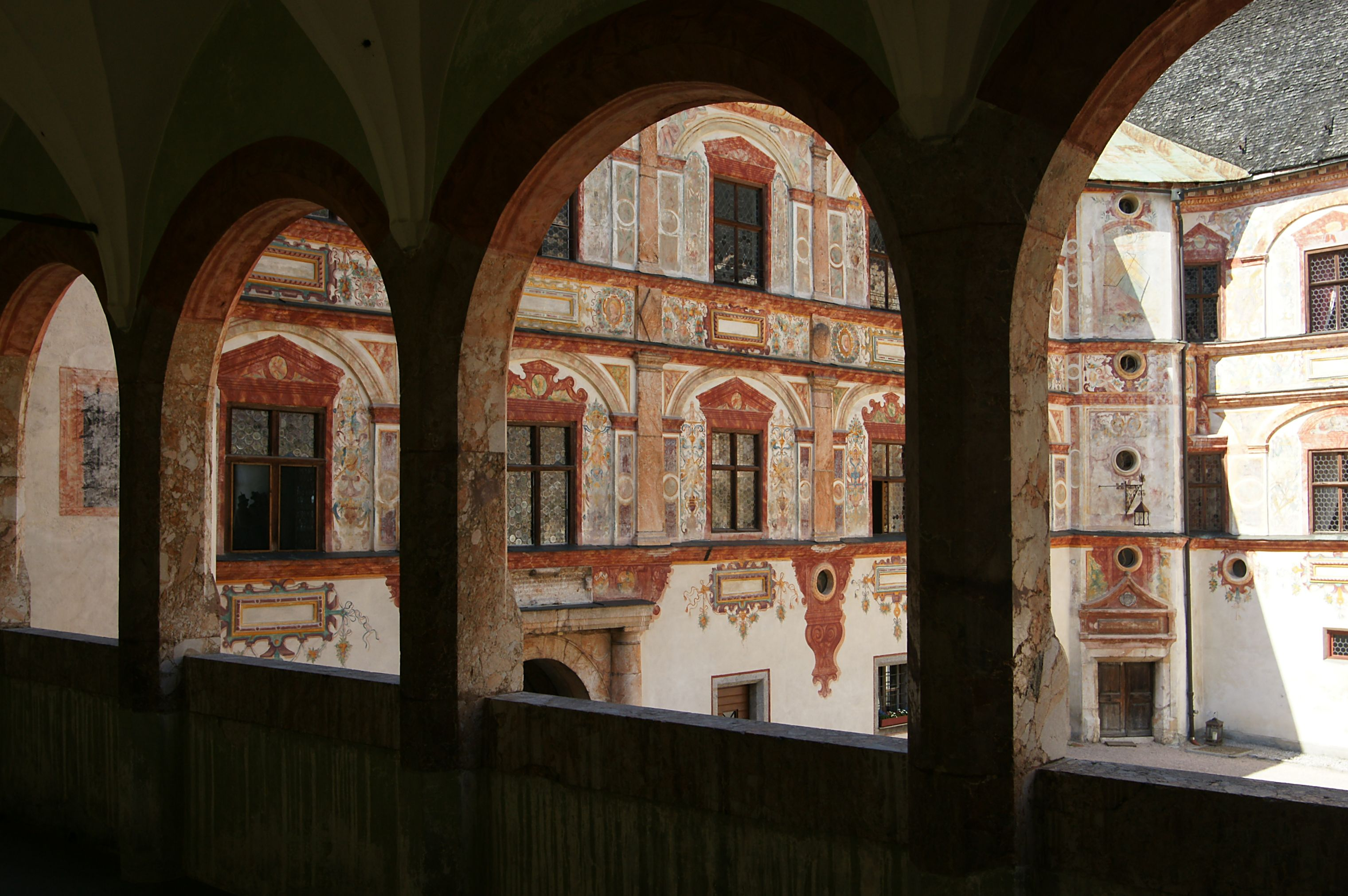
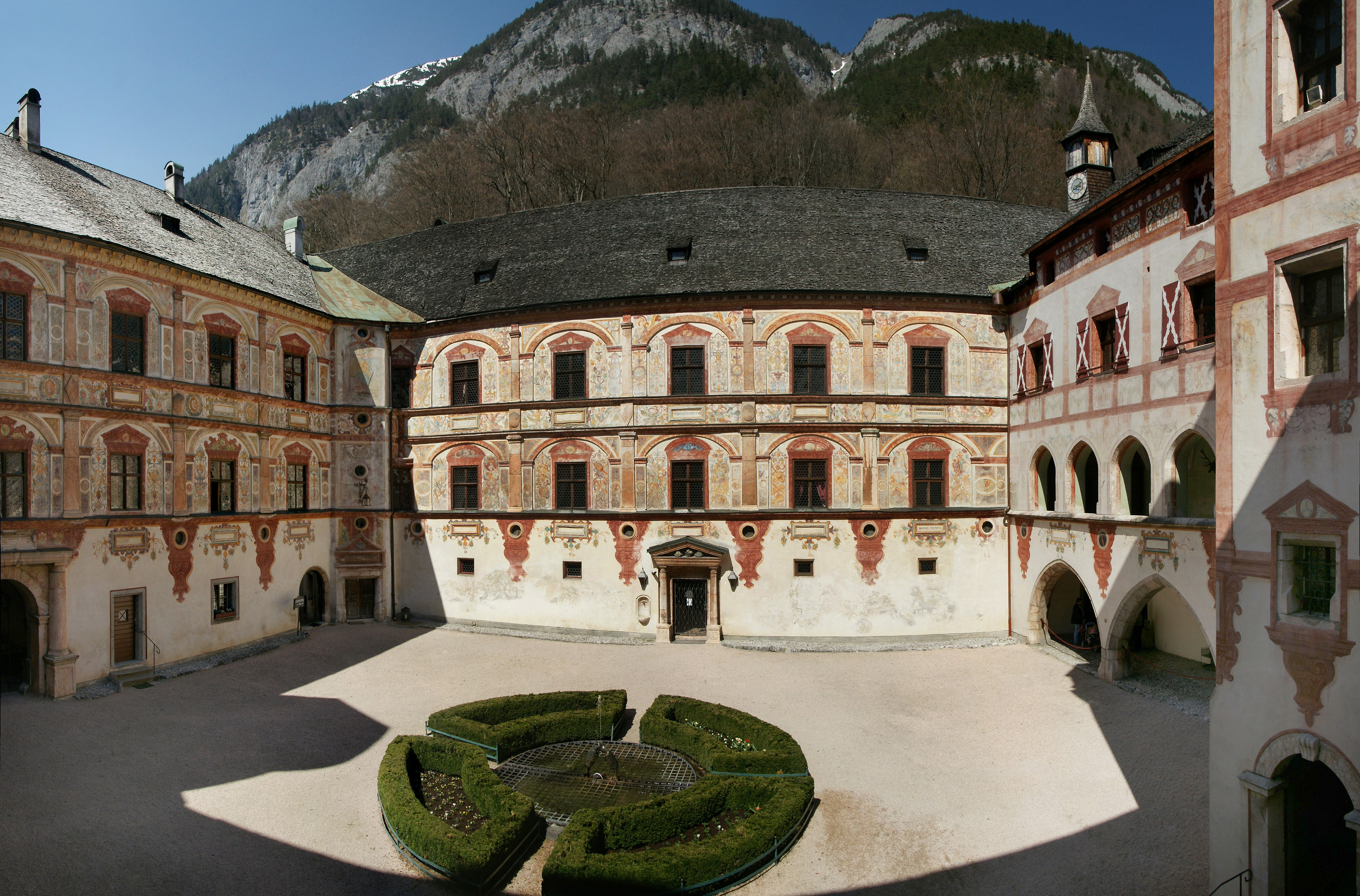
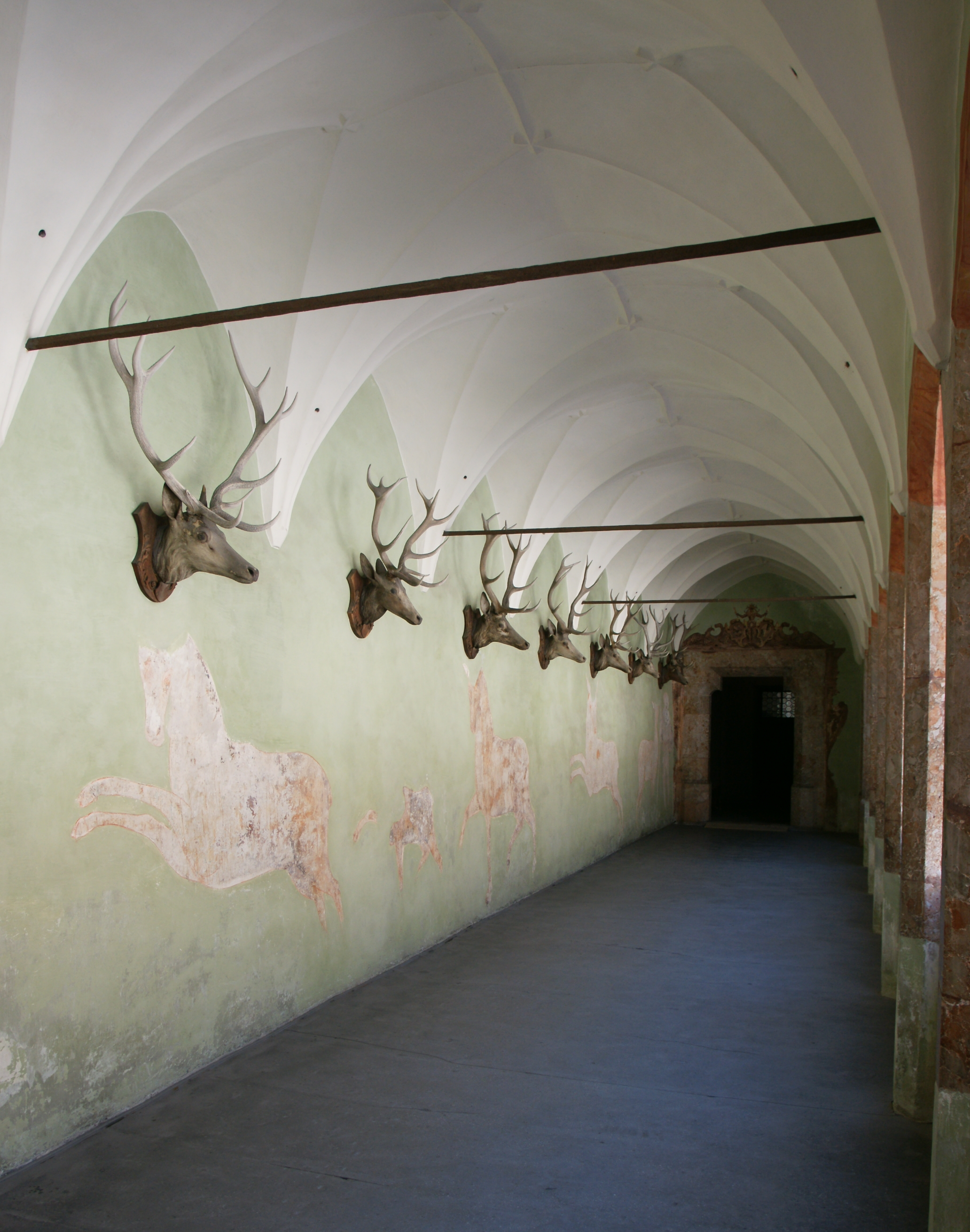
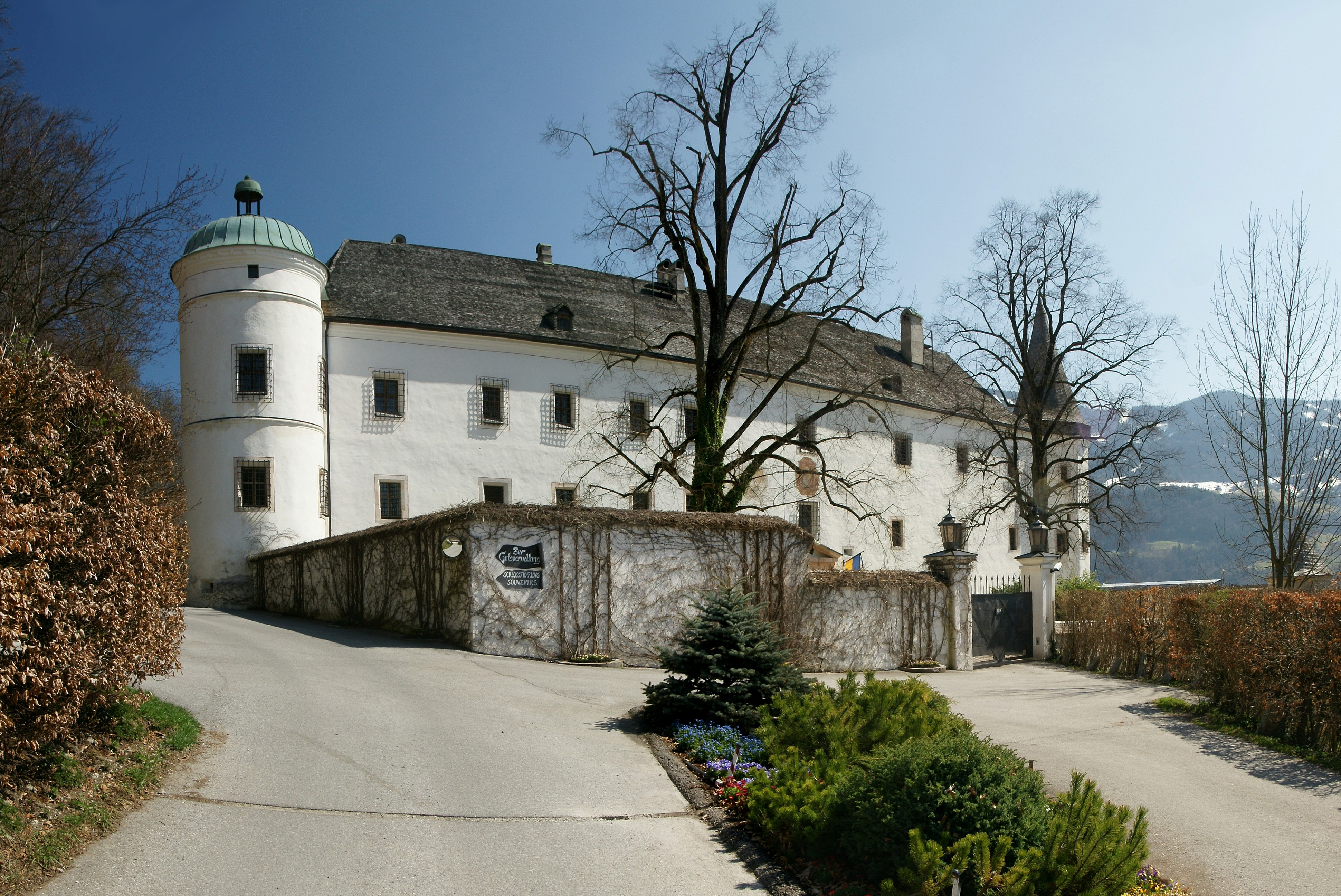
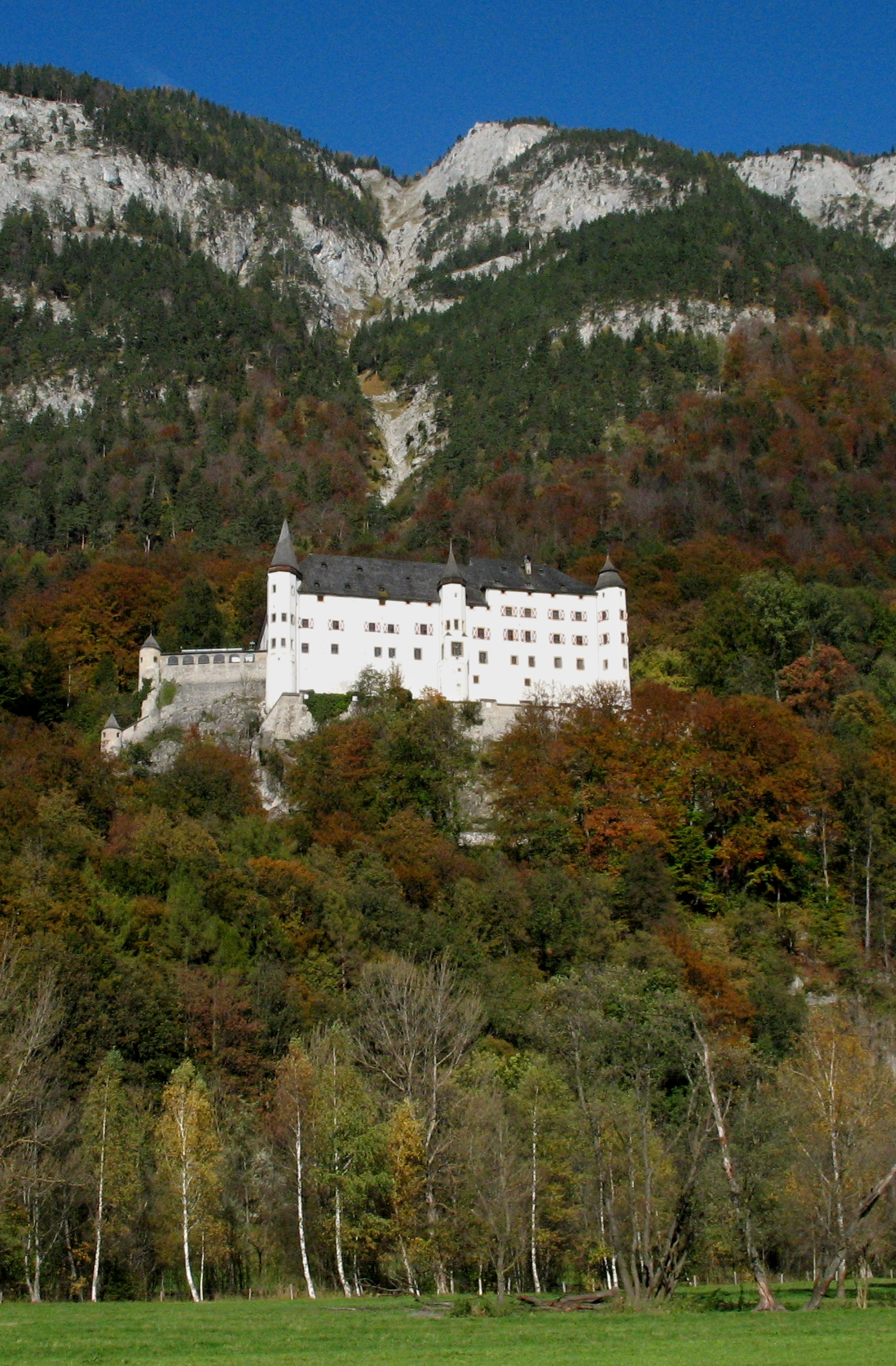